# Euloge Placca Fessou
Euloge Placca Fessou  (* 31. Dezember 1994) ist ein togoischer Fußballspieler, der auf der Position des Stürmers spielt.

## Karriere

### Vereine
Euloge Placca Fessou spielte bei Étoile Filante de Lomé, auf die Saison 2013/14 wechselte er leihweise mit Kaufoption zum Schweizer Traditionsverein Servette FC Genève. Die Option wurde jedoch nicht gezogen, so kehrte er wieder zurück zu seinem Stammverein Étoile Filante de Lomé.
Ab der Saison 2014/15 spielte er beim belgischen KFC Oosterzonen in der Dritten Division. Zur Saison 2016/17 wechselte er zum KFCO Beerschot Wilrijk (heutiger Name: K Beerschot VA), der in der Saison in der neu gegründeten 1. Division (Amateure) spielte. Zur Saison 2017/18 stieg er mit Beerschot in die Division 1B und zur Saison 2020/21 in der Division 1A auf.
Anfang Oktober 2020 wurde kurz vor Schließung des Transferfensters eine Ausleihe zum Zweitdivisionär Lierse Kempenzonen vereinbart.

### Nationalmannschaft
Euloge Placca Fessou spielt für die Togoische Fußballnationalmannschaft.